# Langegg (Gemeinde Schrems)
Langegg ist eine Ortschaft und eine Katastralgemeinde der Gemeinde Schrems im Bezirk Gmünd in Niederösterreich mit 241 Einwohnern (Stand 1. Jänner 2024).

## Geografie
Das nördlich von Schrems und östlich des Sassberges (624 m ü. A.) gelegene Dorf wird vom Braunaubach durchflossen, der hier parallel zur Thayatal Straße verläuft. Zur Ortschaft zählt auch der Weiler Winkel links des Braunaubaches. Am 1. April 2020 umfasste die Ortschaft 119 Adressen.

## Geschichte
Langegg war von 1688 bis 1788 bei der Herrschaft Litschau und kam danach (wieder) zur Herrschaft Heidenreichstein. Schweickhardt nannte im Ort mehrere Gewerbetreibende und Handwerker, die neben den gut bestifteten Bauern hier lebten. Die ertragreichen Äcker brachten Korn, Hafer, Rüben, Kraut, Erdäpfel und etwas Mohn hervor, aber auch Flachs wurde angebaut und verarbeitet. Weiters bestand hier eine dreigängige Mühle und eine Brettersäge.
Im Jahr 1822 wurde der Ort als Dorf mit 40 Häusern genannt, das über eine Pfarre und eine Schule verfügte. Die Herrschaft Heidenreichstein besaß die Ortsobrigkeit, übte die Landgerichtsbarkeit aus, besorgte die Konskription und hatte die Grundherrschaft inne. Laut Adressbuch von Österreich waren im Jahr 1938 in der Ortsgemeinde Langegg zwei Bäcker, zwei Fleischer, ein Friseur, zwei Gastwirte, drei Gemischtwarenhändler und ein Konsumverein ansässig. Im Zuge der Niederösterreichischen Kommunalstrukturverbesserung trat die damalige Ortsgemeinde Langegg per 1. Jänner 1972 der Stadtgemeinde Schrems bei.

## Siedlungsentwicklung
1751 zählte Langegg 28 untertänige Häuser.
Zum Jahreswechsel 1979/1980 befanden sich in der Katastralgemeinde Langegg insgesamt 108 Bauflächen mit 38.096 m² und 57 Gärten auf 27.699 m², 1989/1990 waren es 115 Bauflächen. 1999/2000 war die Zahl der Bauflächen auf 416 angewachsen und 2009/2010 waren es 188 Gebäude auf 435 Bauflächen.

## Landwirtschaft
Die Katastralgemeinde ist landwirtschaftlich geprägt. 334 Hektar wurden zum Jahreswechsel 1979/1980 landwirtschaftlich genutzt und 121 Hektar waren forstwirtschaftlich geführte Waldflächen. 1999/2000 wurde auf 279 Hektar Landwirtschaft betrieben und 160 Hektar waren als forstwirtschaftlich genutzte Flächen ausgewiesen. Ende 2018 waren 246 Hektar als landwirtschaftliche Flächen genutzt und Forstwirtschaft wurde auf 173 Hektar betrieben. Die durchschnittliche Bodenklimazahl von Langegg beträgt 16,5 (Stand 2010).

## Sehenswürdigkeiten
- Pfarrkirche Langegg

## Verkehr
In Langegg befindet sich eine Station der Waldviertler Schmalspurbahnen.